# Mamoea grandiosa
Mamoea grandiosa is een spinnensoort uit de familie Desidae. De soort komt voor in Nieuw-Zeeland.